# Cửa hàng tiện lợi Saet Byul
Cửa Hàng Tiện Lợi Saet Byul (Cửa Hàng Tiện Lợi Sao Mai) (tiếng Hàn Quốc: 편의점 샛별이, tên tiếng Anh: Backstreet Rookie/Convenience Store Saet Byeol), là một bộ phim truyền hình Hàn Quốc với sự tham gia của Ji Chang-wook và Kim Yoo-jung. Phim được chỉ đạo sản xuất bởi đạo diễn Lee Myung-Woo đạo diễn đứng sau thành công của Mục Sư Nhiệt Huyết Đài, hợp tác cùng biên kịch Son Geun-Joo. Bộ phim được đầu tư sản xuất bởi Taewon Entertainment và Lifetime. Bộ phim được phát sóng trên đài truyền hình SBS vào lúc 22:00 (KTS) từ ngày 19 tháng 6 đến ngày 8 tháng 8 năm 2020 vào thứ Sáu và thứ Bảy với 16 tập. Tại Đông Nam Á phim được phát sóng trên nền tảng xem phim trực tuyến iQIYI với phụ đề đa dạng. Tại Việt Nam, Cửa Hàng Tiện Lợi Sao Mai được mua bản quyền phát sóng trên Truyền hình K+ và app K+ từ ngày 01/9/2021.

## Tóm tắt
Cửa Hàng Tiện Lợi Saet Byul là câu chuyện tình giữa anh chủ cửa hàng tiện lợi Choi Dae Hyun (Ji Chang Wook) với cô nhân viên lập dị Jung Saet Byul (Kim Yoo Jung). Choi Dae Hyun là anh chàng mỹ nam nhưng vụng về và ngốc nghếch. Anh quyết định từ bỏ công việc ở một công ty lớn để quản lý một cửa hàng tiện lợi cho riêng mình. Tại đây, anh gặp cô nàng Saet Byul kỳ quặc – một nữ nhân viên bán thời gian của cửa hàng. Saet Byul được miêu tả là cô gái vừa tinh nghịch, vừa lập dị và đang quyết tâm từ bỏ quá khứ quậy phá để trở thành người phụ nữ đấu tranh cho công lý.

## Diễn viên
| Diễn viên     | diễn viên      | Giới thiệu |
| Ji Chang-wook | Choi Dae Hyun  | Một chàng trai trẻ có ngoại hình xuất chúng, tính cách ấm áp, là chủ của một cửa hàng tiện lợi. Đứng giữa làm việc tại một tập đoàn lớn và mở cửa hàng tiện lợi, Choi Dae Hyun sẽ lựa chọn mơ ước hay hiện thực? |
| Kim Yoo-jung  | Jung Saet Byul | Một cô gái 22 tuổi hoạt bát đến làm thêm tại cửa hàng của Choi Dae Hyun. Saet Byul từng là một cô nhóc rắc rối, nhưng nay đã trở thành cô gái với chính kiến vững vàng không ngừng hướng về tương lai tươi sáng. |

## Sản xuất
Buổi đọc kịch bản đầu tiên được tổ chức vào tháng 2 năm 2020.. Bộ phim được đạo diễn bởi Myoungwoo Lee của loạt phim ăn khách The Fiery Priest (2019)..
Dàn diễn viên chính (Ji Chang-wook, Kim Yoo-jung, Han Sun-hwa và Do Sang-woo) đã xuất hiện trong tập 507 của chương trình Running Man để quảng bá cho bộ phim.

## Nhạc phim

### Part 1
| 19 tháng 6 năm 2020 | 19 tháng 6 năm 2020 | 19 tháng 6 năm 2020 | 19 tháng 6 năm 2020                                                | 19 tháng 6 năm 2020 | 19 tháng 6 năm 2020 |
| STT                 | Nhan đề             | Phổ lời             | Phổ nhạc                                                           | Artist              | Thời lượng          |
| ------------------- | ------------------- | ------------------- | ------------------------------------------------------------------ | ------------------- | ------------------- |
| 1.                  | "Something"         | Hana Yejun          | Han Soo-seok Yejun Lee Ha-eun Jung Sung-min (POPKID) Shin Yong-soo | Kang Daniel         | 3:21                |
| 2.                  | "Something" (Inst.) |                     | Han Soo-seok Yejun Lee Ha-eun Jung Sung-min (POPKID) Shin Yong-soo |                     | 3:21                |
| Tổng thời lượng:    | Tổng thời lượng:    | Tổng thời lượng:    | Tổng thời lượng:                                                   | Tổng thời lượng:    | 6:42                |

### Part 2
| 26 tháng 6 năm 2020 | 26 tháng 6 năm 2020 | 26 tháng 6 năm 2020         | 26 tháng 6 năm 2020 | 26 tháng 6 năm 2020 | 26 tháng 6 năm 2020 |
| STT                 | Nhan đề             | Phổ lời                     | Phổ nhạc            | Artist              | Thời lượng          |
| ------------------- | ------------------- | --------------------------- | ------------------- | ------------------- | ------------------- |
| 1.                  | "Crazy"             | Lee Myung-soo Major Leaguer | Major Leaguer       | April               | 3:48                |
| 2.                  | "Crazy" (Inst.)     |                             | Major Leaguer       |                     | 3:48                |
| Tổng thời lượng:    | Tổng thời lượng:    | Tổng thời lượng:            | Tổng thời lượng:    | Tổng thời lượng:    | 7:36                |

### Part 3
| 27 tháng 6 năm 2020 | 27 tháng 6 năm 2020 | 27 tháng 6 năm 2020 | 27 tháng 6 năm 2020 | 27 tháng 6 năm 2020 | 27 tháng 6 năm 2020 |
| STT                 | Nhan đề             | Phổ lời             | Phổ nhạc            | Artist              | Thời lượng          |
| ------------------- | ------------------- | ------------------- | ------------------- | ------------------- | ------------------- |
| 1.                  | "Love Ya"           | Kim Tae-woo         | Lee Hyun-seung TM   | Kim Tae-woo (g.o.d) | 3:04                |
| 2.                  | "Love Ya" (Inst.)   |                     | Lee Hyun-seung TM   |                     | 3:04                |
| Tổng thời lượng:    | Tổng thời lượng:    | Tổng thời lượng:    | Tổng thời lượng:    | Tổng thời lượng:    | 6:08                |

### Part 4
| 4 tháng 7 năm 2020 | 4 tháng 7 năm 2020                      | 4 tháng 7 năm 2020        | 4 tháng 7 năm 2020  | 4 tháng 7 năm 2020 | 4 tháng 7 năm 2020 |
| STT                | Nhan đề                                 | Phổ lời                   | Phổ nhạc            | Artist             | Thời lượng         |
| ------------------ | --------------------------------------- | ------------------------- | ------------------- | ------------------ | ------------------ |
| 1.                 | "Sleepless Night" (잠이 오지 않는 밤에) | Gaemi Lmokulsra CLEF CREW | Lmokulsra CLEF CREW | Rothy              | 4:21               |
| 2.                 | "Sleepless Night" (Inst.)               |                           | Lmokulsra CLEF CREW |                    | 4:21               |
| Tổng thời lượng:   | Tổng thời lượng:                        | Tổng thời lượng:          | Tổng thời lượng:    | Tổng thời lượng:   | 8:42               |

### Part 5
| 11 tháng 7 năm 2020 | 11 tháng 7 năm 2020 | 11 tháng 7 năm 2020 | 11 tháng 7 năm 2020 | 11 tháng 7 năm 2020 | 11 tháng 7 năm 2020 |
| STT                 | Nhan đề             | Phổ lời             | Phổ nhạc            | Artist              | Thời lượng          |
| ------------------- | ------------------- | ------------------- | ------------------- | ------------------- | ------------------- |
| 1.                  | "Treasure" (보물)   | Colde               | Colde Johnny Chiic  | Colde               | 3:43                |
| 2.                  | "Treasure" (Inst.)  |                     | Colde Johnny Chiic  |                     | 3:43                |
| Tổng thời lượng:    | Tổng thời lượng:    | Tổng thời lượng:    | Tổng thời lượng:    | Tổng thời lượng:    | 7:26                |

### Part 6
| 17 tháng 7 năm 2020 | 17 tháng 7 năm 2020 | 17 tháng 7 năm 2020 | 17 tháng 7 năm 2020   | 17 tháng 7 năm 2020                        | 17 tháng 7 năm 2020 |
| STT                 | Nhan đề             | Phổ lời             | Phổ nhạc              | Artist                                     | Thời lượng          |
| ------------------- | ------------------- | ------------------- | --------------------- | ------------------------------------------ | ------------------- |
| 1.                  | "See Saw" (시소)    | Park Kyung          | Park Kyung LEEZ Aroze | Park Kyung (Block B), SeolA (Cosmic Girls) | 3:25                |
| 2.                  | "See Saw" (Inst.)   |                     | Park Kyung LEEZ Aroze |                                            | 3:25                |
| Tổng thời lượng:    | Tổng thời lượng:    | Tổng thời lượng:    | Tổng thời lượng:      | Tổng thời lượng:                           | 6:50                |

### Part 7
| 25 tháng 7 năm 2020 | 25 tháng 7 năm 2020     | 25 tháng 7 năm 2020 | 25 tháng 7 năm 2020 | 25 tháng 7 năm 2020 | 25 tháng 7 năm 2020 |
| STT                 | Nhan đề                 | Phổ lời             | Phổ nhạc            | Artist              | Thời lượng          |
| ------------------- | ----------------------- | ------------------- | ------------------- | ------------------- | ------------------- |
| 1.                  | "I'll Miss You"         | Lee Myung-woo       | Gaemi               | Lim Ji-woo          | 3:39                |
| 2.                  | "I'll Miss You" (Inst.) |                     | Gaemi               |                     | 3:39                |
| Tổng thời lượng:    | Tổng thời lượng:        | Tổng thời lượng:    | Tổng thời lượng:    | Tổng thời lượng:    | 7:18                |

## Tỷ lệ người xem
- Trong bảng dưới đây, số màu xanh biểu thị cho tỷ lệ người xem thấp nhất và số màu đỏ biểu thị cho tỷ lệ người xem cao nhất:

| Tập     | Phần    | Ngày phát sóng           | Tỷ lệ người xem trung bình | Tỷ lệ người xem trung bình | Tỷ lệ người xem trung bình |
| Tập     | Phần    | Ngày phát sóng           | AGB Nielsen                | AGB Nielsen                | TNmS                       |
| Tập     | Phần    | Ngày phát sóng           | Toàn quốc                  | Seoul                      | Toàn quốc                  |
| ------- | ------- | ------------------------ | -------------------------- | -------------------------- | -------------------------- |
| 1       | 1       | ngày 19 tháng 6 năm 2020 | 4.8% (19th)                | 5.4% (16th)                | —                          |
| 1       | 2       | ngày 19 tháng 6 năm 2020 | 6.3% (11th)                | 6.6% (9th)                 | 5.2% (18th)                |
| 2       | 1       | ngày 20 tháng 6 năm 2020 | 3.7% (NR)                  | 4.1% (NR)                  | —                          |
| 2       | 2       | ngày 20 tháng 6 năm 2020 | 6.8% (9th)                 | 7.3% (8th)                 | 6.1% (14th)                |
| 3       | 1       | ngày 26 tháng 6 năm 2020 | 4.9% (19th)                | 5.3% (18th)                | —                          |
| 3       | 2       | ngày 26 tháng 6 năm 2020 | 6.7% (9th)                 | 7.4% (8th)                 | 6.0% (15th)                |
| 4       | 1       | ngày 27 tháng 6 năm 2020 | 4.6% (NR)                  | 5.3% (20th)                | —                          |
| 4       | 2       | ngày 27 tháng 6 năm 2020 | 8.3% (6th)                 | 9.4% (4th)                 | 8.0% (9th)                 |
| 5       | 1       | ngày 3 tháng 7 năm 2020  | 4.6% (20th)                | 4.7% (20th)                | —                          |
| 5       | 2       | ngày 3 tháng 7 năm 2020  | 5.8% (16th)                | 6.0% (12th)                | 6.2% (14th)                |
| 6       | 1       | ngày 4 tháng 7 năm 2020  | 4.9% (NR)                  | —                          | —                          |
| 6       | 2       | ngày 4 tháng 7 năm 2020  | 7.9% (7th)                 | 8.7% (6th)                 | 8.0% (8th)                 |
| 7       | 1       | ngày 10 tháng 7 năm 2020 | 4.8% (NR)                  | 5.4% (19th)                | —                          |
| 7       | 2       | ngày 10 tháng 7 năm 2020 | 6.6% (12th)                | 7.5% (8th)                 | 5.0% (18th)                |
| 8       | 1       | ngày 11 tháng 7 năm 2020 | 5.5% (NR)                  | 6.2% (13th)                | —                          |
| 8       | 2       | ngày 11 tháng 7 năm 2020 | 8.7% (6th)                 | 9.8% (3rd)                 | 7.6% (10th)                |
| 9       | 1       | ngày 17 tháng 7 năm 2020 | 6.1% (13th)                | 6.6% (10th)                | 4.9% (20th)                |
| 9       | 2       | ngày 17 tháng 7 năm 2020 | 7.7% (9th)                 | 8.7% (7th)                 | 6.1% (13th)                |
| 10      | 1       | ngày 18 tháng 7 năm 2020 | 5.3% (NR)                  | 5.8% (16th)                | —                          |
| 10      | 2       | ngày 18 tháng 7 năm 2020 | 8.4% (5th)                 | 8.7% (5th)                 | 8.0% (7th)                 |
| 11      | 1       | ngày 24 tháng 7 năm 2020 | 6.1% (15th)                | 6.9% (12th)                | 5.1% (20th)                |
| 11      | 2       | ngày 24 tháng 7 năm 2020 | 7.7% (10th)                | 8.6% (8th)                 | 6.1% (15th)                |
| 12      | 1       | ngày 25 tháng 7 năm 2020 | 4.8% (NR)                  | —                          | —                          |
| 12      | 2       | ngày 25 tháng 7 năm 2020 | 7.6% (8th)                 | 7.8% (7th)                 | 7.4% (12th)                |
| 13      | 1       | ngày 31 tháng 7 năm 2020 | 5.7% (15th)                | 5.7% (15th)                | —                          |
| 13      | 2       | ngày 31 tháng 7 năm 2020 | 7.4% (11th)                | 7.5% (10th)                | 6.2% (12th)                |
| 14      | 1       | ngày 1 tháng 8 năm 2020  | 5.4% (20th)                | 5.9% (16th)                | —                          |
| 14      | 2       | ngày 1 tháng 8 năm 2020  | 8.0% (7th)                 | 8.6% (6th)                 | 7.4% (10th)                |
| 15      | 1       | ngày 7 tháng 8 năm 2020  | 5.2% (18th)                | 5.9% (18th)                | 5.3% (20th)                |
| 15      | 2       | ngày 7 tháng 8 năm 2020  | 6.9% (12th)                | 7.6% (9th)                 | 6.6% (12th)                |
| 16      | 1       | ngày 8 tháng 8 năm 2020  | 6.3% (15th)                | 6.9% (12th)                | —                          |
| 16      | 2       | ngày 8 tháng 8 năm 2020  | 9.5% (5th)                 | 10.7% (5th)                | 8.8% (7th)                 |
| Average | Average | Average                  | 6.3%                       | —                          | —                          |